# Daniel Dimov
Daniel Svetoslavov Dimov (in bulgaro Даниел Светославов Димов?; Dobrič, 21 gennaio 1989) è un calciatore bulgaro, difensore del Černo More Varna.

## Carriera

### Club
Ha giocato nella massima serie dei campionati bulgaro e israeliano.

### Nazionale
Ha giocato nella nazionale bulgara Under-21.
Nel 2021 ha giocato due partite con la nazionale maggiore bulgara.